# Of One Blood
Of One Blood é o segundo álbum de estúdio da banda Shadows Fall, lançado a 4 de abril de 2000.

## Faixas
Todas as faixas escritas e compostas por Shadows Fall, exceto onde anotado. 
1. "Pain Glass Vision" (música: Ray Michaud, Zeuss, Shadows Fall)	(instrumental) — 0:48
2. "Crushing Belial" (Brian Fair)	— 5:25
3. "Of One Blood" (Fair) — 4:45
4. "The First Noble Truth" (Fair, Matt Bachand) — 4:14
5. "Fleshold" (Bachand, Damien McPherson) — 3:37
6. "Root Bound Apollo" (Fair) — 6:19
7. "Revel in My Loss" (Philip Labonte, Bachand) — 5:27
8. "Montauk" (Fair) — 4:22
9. "To Ashes" (Labonte, Bachand) — 6:01
10. "Serenity" (Fair) — 4:58

## Créditos[3]
- Philip Labonte — Vocal
- Jonathan Donais — Guitarra, vocal de apoio
- Matt Bachand — Guitarra, vocal de apoio
- Paul Romanko — Baixo
- David Germain — Bateria